# Xenòdam
Xenòdam (en llatí Xenodamus, en grec antic Ξενόδαμος) fou un músic i poeta líric nadiu de Citera.
Plutarc el menciona i diu que era un dels caps de la segona escola de música establerta a Esparta per Taletes. Alguns autors li atribueixen peans, però altres, entre els que s'inclou Pratines, diuen que en realitat va escriure hiporquemes, un tipus de metre que s'usava en un cant coral que s'acompanyava amb una cítara i una aulòs, amb danses i pantomima.
Plutarc diu també que al seu temps existia una oda seva que era sens dubte un hiporquema. Ateneu de Naucratis el considera un dels principals compositors antics d'hiporquemes junt amb Píndar. Fabricius l'inclou a la Bibliotheca Graeca.